# Brütten
Brütten is een gemeente en plaats in het Zwitserse kanton Zürich, en maakt deel uit van het district Winterthur.
Brütten telt 1853 inwoners.